# Европейское общество гинекологической онкологии
Европейское общество гинекологической онкологии (The European Society of Gynaecological Oncology - ESGO) - это общество, объединяющее медиков и исследователей по всей Европе, которые специализируются на изучении, профилактике, лечении и наблюдении за гинекологическим раком. Это общество, включающее более 1000 членов из 30 европейских стран, было основано в 1983 году в Венеции, Италия.

## Миссия
Цель ESGO – "содействовать общению с научными и профессиональными учреждениями с целью создания динамичной и демократичной европейской платформы для профессионалов –  отдельных специалистов, исследователей и медсестер – для объединения усилий, обмена профессиональной информацией и знаниями, а также повышения эффективности борьбы с гинекологическим раком в Европе.

## Деятельность
Конференция ESGO, проходящая раз в два года, регулярно привлекает более 1500 участников со всей Европы и позволяет медикам и исследователям в области гинекологической онкологии связываться друг с другом, обсуждать, дискутировать и распространять новые медицинские и научные работы в области лечения и борьбы с гинекологическим раком. Кроме конференций, ESGO занимается организацией образовательных мероприятий, семинаров и тематических встреч на протяжении года, а также предоставляет своим членам гранты на их посещение.

ESGO также разрабатывает образовательные инструменты, такие как видеозаписи, DVD, онлайн-лекции для соответствующих специалистов.
Европейская сеть групп, проводящих клинические исследования в области гинекологической онкологии (The European Network of Gyneacological Oncological Trial Groups - ENGOT), будучи частью ESGO, занимается содействием и координацией клинических исследований с участием пациентов, страдающих от гинекологического рака по всей Европе.

## Подготовка и аккредитация
В сотрудничестве с Европейской коллегией и колледжем акушерства и гинекологии (European Board and College of Obstetrics and Gynaecology - EBCOG) и от лица Европейского союза специалистов в области медицины (European Union of Medical Specialists - UEMS), ESGO проводит сертификацию прошедших обучение специалистов в области гинекологической онкологии и аккредитацию соответствующих учебных заведений.
Программы ESGO по подготовке и аккредитации стали признанными стандартами в ряде европейских стран.

## Журнал
Официальное издание ESGO "Международный журнал по гинекологическому раку" (International Journal of Gynecological Cancer - IJGC) публикуется раз в два месяца и рассматривает целый ряд вопросов, имеющих отношение к гинекологическому раку, такие как экспериментальные исследования, химиотерапия, рентгенотерапия, методы диагностики, патология, эпидемиология и хирургия.

## Совет ESGO, 2009-2011 N.B.
Президент
- Ate G. J. van der Zee, Нидерланды

Предыдущий президент
- Gerald Gitsch, Германия

Избранный президент/ Секретарь-казначей
- Nicoletta Colombo, Италия

Вице-президент
- Nicholas Reed, Великобритания

Члены совета
- Frederic Amant, Бельгия
- David Cibula, Чешская республика
- Vesna Kesic, Сербия
- Rainer Kimmig, Германия
- Alberto D.B. Lopes, Великобритания
- Janina Markowska, Польша
- Christian Marth, Австрия
- Alexandros Rodolakis, Греция
- Helga Salvesen, Норвегия
- Daiva Vaitkiene, Литва
- René Verheijen, Нидерланды
- Paolo Zola, Италия

Председатель ESGO17
- Nicoletta Colombo, Италия

Главный редактор, The International Journal of Gynecological Cancer
- Uziel Beller, Израиль

ENYGO, European Network of Young Gynae Oncologists
- Boris Vranes, Сербия

ENGOT, European Network of Gynae Oncological Trial Groups
- Ignace Vergote, Бельгия

ENTRIGO, European Network of Translational Research In Gynae Oncology
- Martin Widschwendter, Великобритания

## сноски
1. ↑  About ESGO: History. European Society of Gynaecological Oncology. Архивировано 24 марта 2012 года.
2. ↑  About ESGO: Mission. European Society of Gynaecological Oncology. Архивировано 24 марта 2012 года.
3. ↑  ESGO Activities : Grants. European Society of Gynaecological Oncology. Архивировано 24 марта 2012 года.
4. ↑  About ENGOT. European Society of Gynaecological Oncology. Архивировано 24 марта 2012 года.
5. ↑  About ESGO: Training and Accreditation. European Society of Gynaecological Oncology. Архивировано 24 марта 2012 года.
6. ↑  About ESGO: Journal. European Society of Gynaecological Oncology. Архивировано 24 марта 2012 года.

## Внешние ссылки
- European Society of Gynaecological Oncology Архивная копия от 5 января 2009 на Wayback Machine
- European Society of Gynaecological Oncology Conference
- International Journal of Gynecological Cancer Архивная копия от 30 декабря 2010 на Wayback Machine
- Calendar of Gynecological Oncology Events Архивная копия от 13 февраля 2010 на Wayback Machine
- European Board and College of Obstetrics and Gynaecology Архивная копия от 23 января 2009 на Wayback Machine
- European Union of Medical Specialists Архивная копия от 6 января 2014 на Wayback Machine